# Oligoaeschna elacatura
Oligoaeschna elacatura – gatunek ważki z rodziny żagnicowatych (Aeshnidae).